# Knautia integrifolia
Knautia integrifolia är en tvåhjärtbladig växtart som först beskrevs av Carl von Linné, och fick sitt nu gällande namn av Antonio Bertoloni. Enligt Catalogue of Life ingår Knautia integrifolia i släktet åkerväddar och familjen Dipsacaceae, men enligt Dyntaxa är tillhörigheten istället släktet åkerväddar och familjen kaprifolväxter. Arten har ej påträffats i Sverige.

## Underarter
Arten delas in i följande underarter:
- K. i. integrifolia
- K. i. mimica
- K. i. urvillei